# Atran Cargo Airlines
ATRAN Cargo Airlines je ruski teretni avio prijevoznik sa sjedištem u Moskvi, odnosno s tehničkim sjedištem u zračnoj luci Domodedovo. ATRAN pruža usluge prijevoza tereta u Rusiji, Europi te zemljama članicama ZND-a.

## Povijest
Zrakoplovna kompanija je osnovana 1942. kao podružnica Aeroflota. Iste godine tvrtka je i započela s radom čija je prvobitna funkcija bila isporuka rezervnih zrakoplovnih dijelova. 1962. kompanija počinje koristiti teške transportne avione a do 1980. ima flotu od 29 zrakoplova čime pokriva područje cijelog Sovjetskog Saveza. Tada tvrtka i mijenja ime u Transport Aviation.
1990. dolazi do rekonstrukcije čime avio prijevoznik postaje prva nezavisna avio kompanija u SSSR-u te u isto vrijeme mijenja naziv u Aviatrans. Današnje ime tvrtka počinje koristiti od siječnja 1997. Vlasnička struktura ATRAN-a se dijeli između zaposlenika tvrtke (73%), Ruske Federacije (25%) i javnih fondova (2%).

## Zračne nesreće i incidenti
- 29. srpnja 2007.

Antonov An-12 (reg. RA-93912) se nakon polijetanja srušio četiri kilometra od zračne luke Domodedovo. Zrakoplov je letio na liniji Moskva - Omsk - Bratsk a prilikom pada je poginulo sedam članova posade.

## Vanjske poveznice
- Službena web stranica avio prijevoznika  Arhivirana inačica izvorne stranice od 4. travnja 2005. (Wayback Machine)
- Cargo plane crashes near Moscow's Domodedovo Airport